# 山根希美
山根希美（6月23日—）是日本的女性聲優，岡山縣倉敷市出身，事務所為RME。

## 人物
在電視動畫《百合熊風暴》的活動中，山根透露自己參加試鏡時並不知道那是幾原邦彥導演的作品，也不曉得自己見到了幾原本人，後來得知此事感到很不安。

## 演出作品
粗體字為主要角色。

### 電視動畫
2014年
- （嬰兒的母親）
- 黑色子彈（女學生B）

2015年
- 百合熊風暴（椿輝紅羽[3]）

2019年
- 碧藍航線（標槍）
- 少女前線 人形小劇場 -治癒篇-（M16A1）

2020年
- 少女前線 人形小劇場 -狂亂篇-（M16A1、G43、M3）

2021年
- 碧藍航線 微速前進！（標槍）
- 白沙的Aquatope（一般客）

2022年
- 少女前線（M16A1、G43[4]）

時期未定
- 碧藍航線 微速前進！2！！（標槍[5]）

### OVA
2013年
- 暗殺教室（原壽美鈴）

2014年
- 熱血人面犬 LIFE IS MOVIE（廣播）

### 網路動畫
2021年
- 少女前線 人形小劇場 -治癒篇2-（M16A1、鐵血M16A1）

### 遊戲
時期不明
- 龍之谷（メリエンデル、エルフ警備兵バシャー）

2014年
- OTOGEAR～～（賣火柴的小女孩）
- 雀王（水原雫）

2017年
- 碧藍航線（標槍）

### 外語片
- 死鬼狂歡夜（英语：Hellbenders (film)）（莉茲）
- 情逢敵手（英语：Man Trouble） HD Master版（服務生、櫃檯人員）

### 其他
- 網路教材「樓英學園物語」（[6]）
- 朗讀劇 武裝少女Machiavellianism（合唱演員[7]）

## 音樂作品

### 角色歌
| 發售日  | 商品名稱                      | 演唱名義                                                             | 歌曲             | 備註                           |
| 2015年  | 2015年                        | 2015年                                                               | 2015年           | 2015年                         |
| ------- | ----------------------------- | -------------------------------------------------------------------- | ---------------- | ------------------------------ |
| 2月25日 |                               | 百合城銀子（荒川美穗）、百合咲露露（生田善子）、椿輝紅羽（山根希美） | 「I MET A BEAR」 | 電視動畫《百合熊風暴》相關歌曲 |
| 3月25日 | TERRITORY                     | 百合城銀子（荒川美穗）、百合咲露露（生田善子）、椿輝紅羽（山根希美） | 「TERRITORY」    | 電視動畫《百合熊風暴》片尾曲   |
| 3月25日 | TERRITORY                     | 百合城銀子（荒川美穗）、百合咲露露（生田善子）、椿輝紅羽（山根希美） | 「」             | 電視動畫《百合熊風暴》相關歌曲 |
| 3月25日 | 百合熊風暴 BD、DVD第1卷特典CD | 百合城銀子（荒川美穗）、百合咲露露（生田善子）、椿輝紅羽（山根希美） | 「」             | 電視動畫《百合熊風暴》相關歌曲 |

## 外部連結
- 事務所官方簡介 （页面存档备份，存于）（日語）
- 山根希美的X（前Twitter）（日語）